# Mori Kōtarō

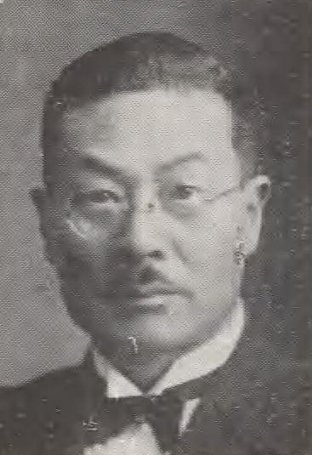
Mori Kōtarō 1937

Mori Kōtarō (jap. 森 幸太郎; geboren 20. Juli 1889 in Chikubu, Kreis Ost-Azai (seit 2006 zu Nagahama), Präfektur Shiga; gestorben 4. Februar 1964 in der Präfektur Tokio) war ein japanischer Politiker, Landwirtschaftsminister, Nationalabgeordneter aus und Gouverneur von Shiga.

## Leben und Wirken
Mori Kōtarō machte seinen Schulabschluss an der „Höheren Schule für Landwirtschaft der Präfektur Shiga“ (滋賀県立長浜農業高等学校 Shiga kenritsu Nagahama nōgyō kōtō gakkō) in Nagahama. Er war in der Landwirtschaft, in der Herstellung von Seidenraupensamen und in der Fischerei tätig und diente als Bürgermeister eines Dorfes. Er war Mitglied der Präfektur-Versammlung Shiga. 1936 wurde er im damaligen präfekturweiten Wahlkreis Shiga als Kandidat der Rikken Seiyūkai zum ersten Mal ins Abgeordnetenhaus, das Unterhaus des Reichstags, gewählt. Bei der Abgeordnetenhauswahl 1942 kandidierte er ohne Taisei-Yokusankai-Unterstützung und wurde abgewählt.
Nach dem Zweiten Weltkrieg schloss Mori sich der Liberalen Partei (LPJ/DLP/LP) an und kehrte bei der Wahl 1946 ins Abgeordnetenhaus zurück. Er gehörte dem 1. Kabinett Yoshida als Parlamentarischer Staatssekretär, dem 2. Kabinett als Staatsminister ohne Geschäftsbereich und dem 3. Kabinett als Minister für Landwirtschaft und Forsten an. Zur Wahl 1953 schloss er sich den abgespaltenen Hatoyama-Liberalen an und verteidigte sein Mandat. 1954 zog er sich aus dem Parlament zurück und wurde mit Unterstützung aus der DPJ gegen den ehemaligen LPJ- & SPJ-Abgeordneten Kagetsu Junsei und den von der LP unterstützten Amtsinhaber Hattori Iwakichi zum Gouverneur von Shiga gewählt. Nach einer Amtszeit trat er 1958 nicht mehr zur Wiederwahl an. Er war danach unter anderem Ehrenvorsitzender des „Nationalen Verbandes der Binnenfischereigenossenschaften“ (全国内水面漁業協同組合連合会 Zenkoku naisuimen-gyogyō kyōdō-kumiai rengōkai).